# Aellopos tantalus
Aellopos tantalus (Linnaeus, 1758) è un lepidottero appartenente alla famiglia Sphingidae, diffuso in America Settentrionale, Centrale e Meridionale.

## Descrizione

### Adulto
Risulta essere la specie più variabile tra quelle appartenenti al genere Aellopos, con esemplari che possono rivelare una colorazione gialla-mostarda nell'area basale o post-basale (D'Abrera, 1986).
Il corpo è rosso-brunastro, con una vistosa banda bianca sulla parte dorsale del IV segmento addominale. La parte ventrale del torace rivela invece una vivace colorazione bianca.
L'ala anteriore, di colore bruno, presenta una macchia nera in prossimità della cellula, e tre macchie bianche in prossimità dell'area marginale grigia, poste tra M1 ed M2, tra M2 ed M3, e tra M3 e CuA1, la prima delle quali è più estesa e spesso bipartita; si può inoltre osservare una banda più chiara che decorre dalla cellula al margine interno dell'ala. La pagina superiore dell'ala posteriore rivela, di norma, una tonalità generale più scura.
La specie viene talvolta confusa con A. clavipes, da cui si discosta per il fatto che, mentre in quest'ultima si presentano una o due macchie bianche verticali, in corrispondenza dell'area discale inferiore dell'ala anteriore, tra CuA1 e CuA2; nella corrispondente posizione, in A. tantalus le macchie bianche sono raramente una, e mai due (D'Abrera, 1986).
Le antenne sono clavate, di media lunghezza, e uncinate alle estremità.
Il dimorfismo sessuale è irrilevante a livello macroscopico. Nella zampa del maschio, i tarsomeri da 3 a 5 non sono compressi ed appiattiti. Altre differenze rispetto a A. fadus e A. titan titan sono apprezzabili esclusivamente analizzando i preparati dei genitali maschili e femminili.
L'apertura alare va da 45 a 57 mm.

### Uova
Le uova appaiono giallo-verdi e traslucide; vengono deposte singolarmente sulle foglie delle piante ospite.

### Larva
Le larve sono verdastre e presentano vistose bande bianche.

### Pupa
I bruchi si impupano in bozzoli liberi, disposti nello strato di lettiera di foglie del sottobosco.

## Distribuzione e habitat
L'areale va dagli Stati Uniti meridionali (Florida), al Messico, fino alle Antille, all'Uruguay, al Paraguay, e al Suriname. Eccezionalmente alcuni esempleri sono stati rinvenuti più a nord, fino allo Stato di New York e nel Michigan meridionale. Il taxon non presenta un rischio globale di estinzione, sebbene possa risultare raro nelle zone più periferiche dell'areale.
L'habitat è rappresentato da pianori boschivi tropicali e subtropicali.

## Biologia
Gli adulti emergono la mattina e compiono un rapido volo durante il giorno. Le femmine attraggono i maschi tramite feromoni emessi da una ghiandola addominale. Dopo l'accoppiamento depongono le uova sulle foglie delle piante ospiti, durante il tardo pomeriggio.

## Alimentazione
I bruchi parassitano la specie Casasia clusiifolia (fam. Rubiaceae).
Gli adulti si nutrono del nettare di fiori di Eugenia axillaris (fam. Myrtaceae), Lantana sp. (fam. Verbenaceae), Dracaena fragrans (fam. Ruscaceae) ed Ernodea littoralis (fam. Rubiaceae).

## Tassonomia

### Sottospecie
Di questa specie vengono comunemente distinte due sottospecie:
- Aellopos tantalus tantalus (Linnaeus, 1758)
- Aellopos tantalus zonata (Drury, 1773) (St. Kitts)
  - syn. Sphinx terpunctata Goeze, 1780
  - syn. Sphinx zonata Drury, 1773

### Sinonimi
Sono stati riportati cinque sinonimi:
- Macroglossa sisyphus Burmeister, 1855
- Sphinx ixion Linnaeus, 1758
- Sphinx tantalus Linnaeus, 1758
- Sphinx tantalus zonata Drury, 1773
- Sphinx terpunctata Goeze, 1780